# Powiat Myjava
Powiat Myjava (słow. okres Myjava) – słowacka jednostka podziału administracyjnego znajdująca się w kraju trenczyńskim. Powiat Myjava zamieszkiwany jest przez 29 243 obywateli (w roku 2001) i zajmuje obszar 326 km². Średnia gęstość zaludnienia wynosi 89,70 osób na km². Miasta: Brezová pod Bradlom i powiatowa Myjava.